# Cyphocharax magdalenae
La yalúa (Cyphocharax magdalenae) es una especie de peces de la familia Curimatidae en el orden de los Characiformes.

## Morfología
Los machos pueden llegar alcanzar los 15,1 cm de longitud total.
- Número de  vértebras: 31-33.[3]

## Alimentación
Come detritus y  algas (incluyendo  diatomeas ).

## Hábitat
Vive en zonas de clima tropical entre 22 °C - 29 °C de temperatura.

## Distribución geográfica
Se encuentran en América: cuencas de los ríos  Magdalena, Atrato y Sinú en Colombia y ríos de la vertiente Pacífico de Panamá y del sudoeste de Costa Rica.